# Pinus pringlei
Espèce
Statut de conservation UICN

 LC  : Préoccupation mineure
Pinus pringlei est une espèce de conifères de la famille des Pinaceae.

## Répartition

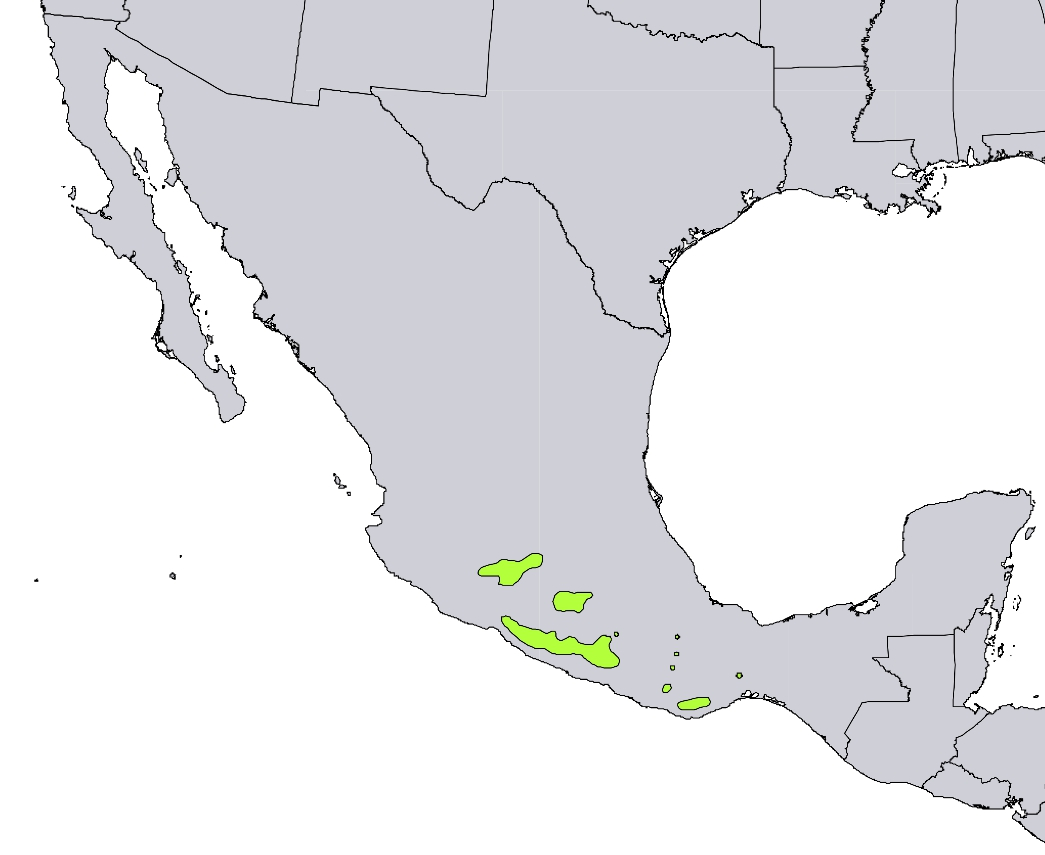
Carte de répartition de Pinus pringlei.

Pinus pringlei se trouve au Mexique. 